# George August Kunowski

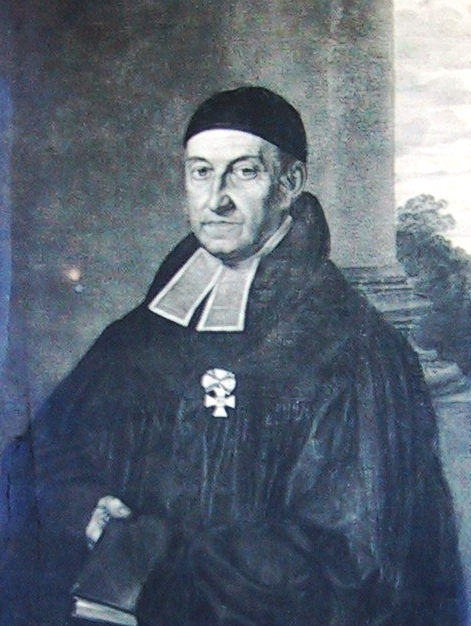
Georg August Kunowski, Ölgemälde

George August Kunowski (* 25. Juni 1757 in Beuthen/Oder; † 21. Januar 1838 in Schweidnitz) war 42 Jahre bis 1838 evangelischer Pastor Primarius an der Friedenskirche Schweidnitz, heute Weltkulturerbe, Superintendent sowie Kirchen- und Schulinspektor.

## Familie
Die Familie entstammt dem Teil, der sich Anfang des 17. Jahrhunderts aus religiösen Gründen von den Gütern Kunowo nördlich von Posen nach Deutschland begab und in Prenzlau die Bürgerrechte erwarb. Sein Vater war George Sigismund Kunowski (1715–1783) war Pfarrer in Beuthen und einer von 12 Kandidaten, genannt 12 Aposteln, die Friedrich der Große im ersten schlesischen Krieg der Armee folgen ließ, um sie in der eroberten Provinz bereits ab 24. Januar 1741 als evangelischen Pastoren einzusetzen. Der Glogauer Landbote berichtet: „Beuthen hatte das Glück mit der Los Nr. 1 den Prediger George Sigismund Kunowski aus Blindow in der Uckermark zu erhalten.“ Bereits dessen Vater Samuel sowie seine Brüder Samuel Christian, Gotthilf David und Daniel Gottfried waren in der Uckermark als Pastoren tätig. Seine Mutter Dorothea Elisabeth, geborene Kenkel (1729–1800) war eine Tochter des Pastors Wilhelm Kenkel und seiner Frau Charlotte. Kunowski hatte noch den jüngeren Bruder Georg Friedrich (1759–1819), Kriegsrat im Preußischen Kriegsministerium, ab 1804 im Justizministerium in Berlin sowie die Schwester Wilhelmine Sophie Helene (1766–1837).
Aus der Ehe mit Johanna Christiane Charlotte Henrici (1763–1832), einer Tochter des fürstlich Carolathschen Hofapothekers und Stadtrates Johann Peter Wilhelm Henrici (1731–1812), gingen neun Kinder hervor, von denen drei im Alter von unter drei Jahren starben:
- Georg Carl Friedrich (1786–1846), Justizkommissionsrat und Standesreformer, Topograph und Geologe, Astronom, Theatersyndikus in Berlin, Eisenbahnsyndikus
- Sophie Auguste Henriette (1789–1872)
- Eduard (1795–1870), preußischer General der Infanterie und Generalinspekteur der technischen Institute der Artillerie
- Charlotte Emilie Auguste (1796–1872)
- Georg Adolf Karl (1800–1842), Syndikus der Stadt Schweidnitz
- Moritz (1802–1866), Kreisgerichtsdirektor in Frankfurt (Oder)

## Berufsleben
Seine erste Ausbildung erhielt er im elterlichen Hause in Beuthen durch den Unterricht seines Vaters, vor allem in den alten Sprachen. Er besuchte 1744 das Joachimsthaler Gymnasium zu Berlin, wo er zu den durch den Direktor Meierotto besonders ausgezeichneten Schülern gehörte und nach einem Jahr Besuch der Selekta die Reifeprüfung mit Auszeichnung bestand. Er widmete sich danach ab 1763 dem Studium der Theologie an der Universität Halle. Dort absolvierte er nach drei Jahren sein Examen.
Danach war er als Hauslehrer tätig.

### Evangelischer Pfarrer in Beuthen
Im Jahre 1783 folgte er seinem Vater als Pastor zu Beuthen. Dem ging jedoch ein Ereignis voraus: Das Kirchen-Konsistorium von Beuthen hatte die Einführung eines neuen Gesangbuches in der Kirche beschlossen. In der Gemeinde fand dies teilweisen Widerspruch und wurde als Beschränkung des Glaubens und der Gewissensfreiheit angesehen. Pastor George Sigismund Kunowski ließ, um diesen Widerspruch zu beseitigen und die Gemeinde allmählich auf das neue Gesangbuch vorzubereiten sowohl aus dem alten als auch aus dem neuen singen. Als er hierfür einstmals die Kanzelworte geweiht hatte, trat einer der Zuhörer auf und sprach sich nachdrücklich gegen das neue Gesangbuch und seinen Prediger aus. Diese Verletzung des Gottesdienstes machte auf den schon hochbetagten Mann einen so tiefen Eindruck, dass er die Kanzel sofort verlassen musste, schwer erkrankte und nach acht Tagen am 28. September 1783 starb. Sein Sohn George August, der in der Ferne als Hauslehrer tätig war, hatte keine Kenntnis hiervon erhalten, und erfuhr den Tod des Vaters erst am 4. September 1783 bei seiner Überfahrt über die Oder bei Beuthen. Auf seine Frage, was das ertönende Glockengeläut zu bedeuten habe, wurde ihm über den Vorfall berichtet. Er eilte sofort in das Pfarrhaus und legte, da kein weiterer Geistlicher zugegen war, den Ornat des Vaters an und hielt eine tief ergreifende Rede aus dem Stegreif am Grab seines Vaters. Diese Rede hatte die Gemeinde zutiefst beeindruckt und noch am selben Tage baten ihn die Vorstände der Gemeinde, die Nachfolge des Vaters anzutreten. Er schlug dieses Angebot anfänglich aus und gab aber dennoch auf wiederholte dringende Bitten nach, insbesondere, nachdem der bisherige Secundus, der 62 Jahre alte Ludwig Hellwig sich den Bitten der Gemeinde anschloss. Er wurde am 2. April 1784 ordiniert und seine Anstellung erfolgte am 8. August 1784.
Seine erste Sorge galt der Instandsetzung der Kirche, die baufällig war. Es gelang ihm durch die Gewinnung wohlhabender Gemeindemitglieder dieses Ziel zu erreichen.
Georg August Kunowski besaß ein heftig aufbrausendes Temperament, dabei aber ein tiefes edles Gemüt, Kraft und Energie und eine feine gesellige Art. Er war einerseits leutselig, trat allerdings auch selbstbewusst auf und war in der Gemeinde gleichermaßen geachtet und geschätzt.
Schon ein Jahr nach seiner Anstellung heiratete er am 1. Februar 1785 die 22-jährige Charlotte, Tochter des Stadtapothekers Henrici, und führte mit ihr eine glückliche Ehe, bis sie im Alter von 69 Jahren in Schweidnitz an Cholera starb.

### Pastor Primarius in Schweidnitz

#### Friedenszeit
Etwa zehn Jahre später, im Jahre 1795, verlor die Gemeinde der Friedenskirche in Schweidnitz ihren mehr als zwanzig Jahre im Amt befindlichen und hochgeschätzten Pfarrer Johann Friedrich Tiede (1732–1795). Er wurde an der Nordseite des Friedhofs beigesetzt. Wie der Beilage zum Evangelischen Kirchenblatt „Unsere Kirche“ vom 6. August 1939 zu entnehmen ist, erteilte die Oberkirchenbehörde in Breslau kurz nach seinem Tode den Auftrag, einen geeigneten Nachfolger zu finden. Man schrieb nach Breslau: „Umso glücklicher unser verstorbener Primarius Tiede die Eigenschaften eines guten gemeinnützigen Kanzelredners in sich vereinigt hatte, desto mehr fühlen wir die Obliegenheit, seine Stelle nach dem Wunsche unserer Bürgerschaft würdig wieder zu besetzen.“ Nachdem mehrere Kandidaten vorgesprochen und ihre Gastpredigt gehalten hatten, fiel mit großer Stimmenmehrheit die Wahl unter den letzten drei mit 15 von 18 auf Georg August Kunowski. Er wurde unmittelbar danach, am 4. März 1796, zum Pastor Primarius an die Friedenskirche der Dreifaltigkeit in Schweidnitz berufen. Sie stellte die größte evangelische Kirchengemeinde Schlesiens, zu welcher außer der Stadt Schweidnitz noch weitere 30 Gemeinden gehören und in der nur 5 Geistliche fungierten. Außerdem wurde er zum Kirchen- und Schulinspektor und später mit dem Titel „Superintendent des Erbfürstentums Schweidnitz“ in der Grafschaft Glatz, und zum Ephorus des Gymnasiums zu Schweidnitz ernannt.
Die feierliche Amtseinführung erfolgte am 26. Juni 1796. Georg August erhielt in kürzester Zeit als ausgezeichneter Kanzelredner in der Gemeinde höchste Anerkennung. Er trat stets in gefüllten, teilweise überfüllten Gotteshaus auf, so dass die weiten Räume der Friedenskirche die Menge der Zuhörer nicht zu fassen vermochten und zahlreiche Gruppen vor den geöffneten Türen stehend dem Gottesdienst beiwohnten.
Bemerkenswert ist sein Verhältnis zur katholischen Gemeinde in der Stadt, zu der und deren Geistlichkeit er ein sehr gutes Einvernehmen hatte. Die bei der katholischen Pfarrkirche angestellten jungen Geistlichen gehörten zu den eifrigsten Besuchern seiner Predigten und bildeten sich nach ihm zu Kanzelrednern. Dies führte dazu, dass der Abt des Klosters Leubus seinen jungen Geistlichen das Studium von Kunowskis Predigten zu ihrer Ausbildung empfahl. Beide christlichen Konfessionen lebten daher in voller Eintracht nebeneinander. Bei seinem Amtsantritt entfiel jeweils die Hälfte der Gemeinde auf beide Konfessionen. Nach etwa vierzigjähriger Amtszeit verringerte sich der Anteil der katholischen Gemeinde auf ein Drittel.
Während der Belagerung der Stadt im Jahre 1807 bot die katholische Geistlichkeit willig ihre Pfarrkirche der evangelischen Gemeinde zum Mitgebrauch, weil die in der Vorstadt gelegene Kirche wegen militärischer Auseinandersetzungen während des napoleonischen Krieges nicht zur Verfügung stand. Ein weiterer Beleg für das dauerhaft gute Einvernehmen zwischen den Konfessionen gilt folgende spätere Begebenheit. So ereignete es sich, dass der katholische Stadtpfarrer vor der 300-Jahr Feier der Kirchen-Reformation seine Mitglieder auf das bevorstehende Fest ihrer evangelischen Mitbürger derart vorbereitete, dass er ihnen in seiner Predigt eine kurze Erläuterung zur evangelischen Kirchenreformation gab, wobei er darauf hinwies, dass die Spaltung der Kirche durch die Reformation außerordentlich zu bedauern sei, dass sie aber auf die katholische Kirche durch die Beseitigung vieler unverkennbarer Missstände einen positiven Einfluss gehabt habe. Er selbst nahm an der Spitze der katholischen Geistlichkeit am Reformationstag 1817 teil. Noch heute symbolisiert die evangelische Friedenskirche in Schweidnitz (Swidnica) den Ausgleich zwischen Protestanten und Katholiken und wurde unter anderem deshalb zum UNESCO-Kulturdenkmal erhoben.

#### Französische Belagerung
Tief erschüttert war Georg August von den Ereignissen rund um die Schlacht bei Jena und Auerstedt. Im Zuge des Napoleonischen Krieges wurde schließlich auch die Stadt Schweidnitz angegriffen. In der ersten Mut- und Ratlosigkeit kam der Inspekteur der schlesischen Festungen, Generalmajor Lindener, nach Schweidnitz und forderte den Magistrat auf, dem Feind eine Deputation zu schicken und um Schonung der Stadt zu bitten. Darauf eilte Kunowski in das Rathaus und hielt dem Magistrat in einer Rede das schamlose und verräterische Ansinnen vor Augen. Obwohl General Lindner mit Arrestierung drohte, schlug sich der Magistrat auf Kunowskis Seite, und die Verteidigung wurde befohlen. Am 26. Oktober 1806 kam die Nachricht während der Sonntagspredigt, dass der Feind sich bereits vor Schweidnitz befindet. Während die Gemeinde fluchtartig die Kirche verließ und sich in die Festung hinter die Wälle begab, führte Georg August den Gottesdienst zu Ende. Zwischenzeitlich war auch seine Familie, seine Frau mit sechs Kindern in die Stadt in ein vorher gemietetes kleines Quartier geflohen. Nachdem er alle Unterlagen in der Kirche gesichert hatte, quartierte er sich dort mit ein.
Als Seelsorger war er nun darum bemüht, Mutlosigkeit und Verzweiflung entgegenzuwirken. Er weckte in der Gemeinde Mut und Durchhaltevermögen und organisierte warme Kleider für Posten und Wachen. Bis zu einem Waffenstillstand am 6. Januar 1807 wurde erbittert um die Festung gekämpft. Nach den Aufzeichnungen von Georg August wurde die Festung am 16. Januar übergeben. An der Spitze mehrerer Regimenter zog Prinz Jerome in Schweidnitz ein und wurde vor den Toren von dem Magistrat empfangen. Auch die Geistlichkeit, an der Spitze Georg August, musste ihm aufwarten, was ihm als treuen deutschen Mann nicht wenig Überwindung kostete. Obwohl die Franzosen Milde walten ließen, belastete die Besetzung der Festung die Bevölkerung erheblich.
August plante seine Familie aus Schweidnitz herauszuholen, um ihr die Drangsale der Belagerung zu ersparen. Die Schwester seiner Frau Charlotte Henrici war mit dem Pastor Petersen in Rogan aus Zobten verheiratet und hatte für Anfang November zur Taufe einer Tochter eingeladen. Dies wollte Georg August dazu benutzen, um seine Frau und die jüngeren Kinder dort unterzubringen. Er verwarf dieses Vorhaben und kehrte nach der Taufe nach Schweidnitz zurück, wo der Feind den Widerstand der Stadt zunehmend durch Waffengewalt gebrochen hatte. Ein Ende der Belagerung zeichnete sich mit dem siegreichen Deutschen Befreiungskrieg vom Januar bis Juni 1813 ab. Vor Begeisterung schrieb Georg August am 13. August 1813 an seine Frau: „Viktoria! Blücher hat die Franzosen geschlagen, Wittgenstein hat die Franzosen geschlagen, Wellington hat die Franzosen geschlagen.“

### Persönlichkeit des öffentlichen Lebens
Die Stadt Schweidnitz ernannte Georg August Kunowski für seine Verdienste zu ihrem Ehrenbürger und entsandte ihn 1808 als Deputation zum König Friedrich Wilhelm III. nach Königsberg, um diesem verschiedene Bitten der Stadt vorzutragen. In Königsberg wurde er vom König und der Königin empfangen und hatte für die Stadt wertvolle Gespräche mit Freiherr vom Stein und Gerhard von Scharnhorst. Vom König wurde er mit dem Roten Adlerorden IV. Klasse geehrt.
Als am 18. November 1808 die neue Stadtverordnung eingeführt wurde, wodurch unter anderem die Verwaltung des städtischen Vermögens wieder in die Hände der Bürger zurückgegeben wurde, wählte man ihn zum Stadtverordneten-Vorsteher. Das durfte er aber nach der neuen Verordnung nicht annehmen. Die Regierung gestattete jedoch, dass die Einführung der neuen Ordnung unter seiner Leitung geschah. Nach erfolgreicher Einführung trat er zurück.
Im Jahre 1819 präsidierte Georg August der General-Synode in Schlesien, die in Schweidnitz tagte. Der Hauptzweck derselben, der Zusammenschluss der lutherischen und der reformierten Kirche kam hier vorzugsweise durch sein Einwirken zustande. Danach erhielt er den Ruf als Oberkonsistorialrat, den er jedoch ablehnte, da er hierbei sein Predigtamt hätte aufgeben müssen.
In der Berufungsurkunde aus dem Jahre 1796 war vom Kirchenkollegium der Friedenskirche in Schweidnitz der Wunsch geäußert worden, „es möge der neue Pastor Primarius die Herzen der Zuhörer mit Lehren Vermahnen, Warnen und Trösten zu Gott lenken, mit erbaulichem Lebenswandel tätig voranleuchten, damit die Ehre Gottes verherrlicht, und sein Reich erweitert werde.“ In diesem Sinne hat Georg August Kunowski sein Amt lange Jahre geführt. 1834 konnte er geliebt und geachtet von seiner Gemeinde, in großem Rahmen sein 50-jähriges Amtsjubiläum begehen. Er empfing dabei viele Beweise der Achtung und Anhänglichkeit. Die Diözese Schweidnitz schenkte dem Jubilar einen silbernen Becher mit dem Kunowski'schen Wappen. Vier Jahre später ist er am 21. Januar 1838 im Alter von 81 Jahren gestorben.

## Veröffentlichungen
- Predigten zur Förderung häuslicher Erbauung auf alle Sonntage und Feste im Jahre. Erster Theil 1804, XX und 478 S. (1 Reichsthaler, 12 Groschen), 2. Theil 1804, 382 S. (22 Groschen), Verlag Biesterfeld, Schweidnitz und Verlag Buchheister, Breslau 1804.
- Katechetisches Handbuch über den in Schlesien eingeführten Katechismus: Auszug aus der heiligen Schrift nach dem Zusammenhange der christlichen Lehre, Versuch einer fasslichen Darstellung der Glaubens- und Sittenlehren nach Sokratischer Grundlage. Verlag Korn, Breslau 1796, 380 S. (1 Reichsthaler, 12 Groschen), neue Auflage 1809.